# Generaal Commando voor de militaire strijdkrachten van Zuid-Rusland

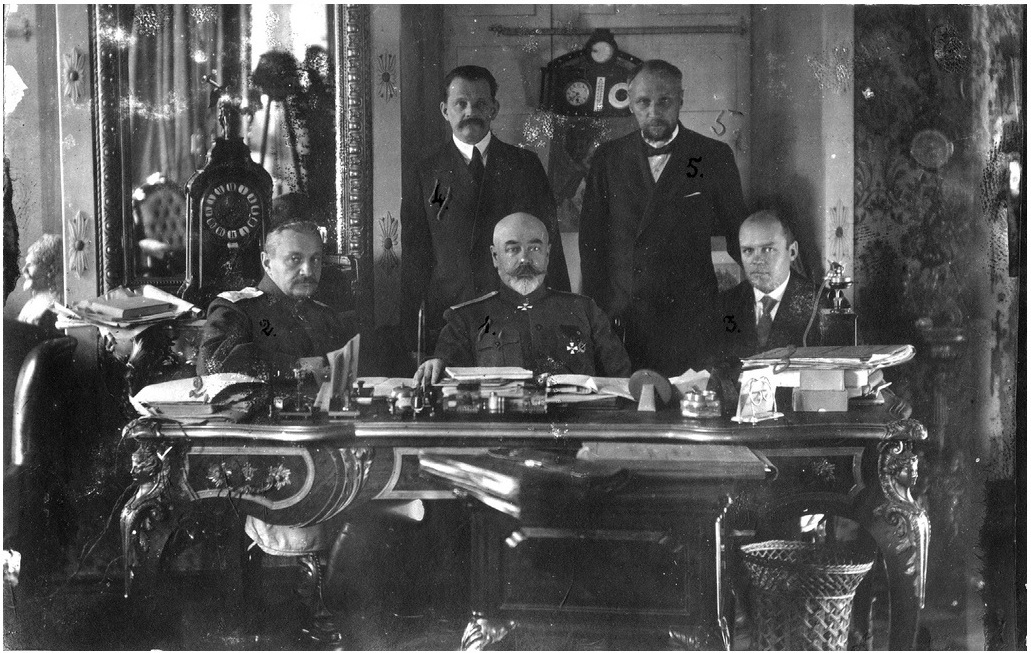
De Vergadering Generaal Commando voor militaire strijdkrachten Zuid-Rusland onder leiding van Denikin, 1919, Taganrog

Het Generaal Commando voor de militaire strijdkrachten van Zuid-Rusland (Russisch: Особое совещание при Главнокомандующем Вооруженных сил Юга России, ВСЮР; Osoboje sovestsjanije pri Glavkomanddoejoesjtsjem Vooroezjennych sil Joega Rossii, VSJoeR) was een administratief orgaan in Zuid-Rusland in 1918 en 1919 en deze regeringsfuncties in de gebieden geregeerd door de troepen van het Vrijwilligersleger en het Zuid-Russische Leger van de  Witten.
De voorloper van het Generaal Commando was de Politieke Raad die ontstond in december 1917. In 1918 werd door het zich uitbreidende gebied dat onder de heerschappij van het Vrijwilligersleger viel, de roep naar een burgerregering steeds luider. Op 31 augustus 1918 werd het Generaal Commando opgericht onder generaal Michail Vasiljevitsj Aleksejev. Het functioneren van het Generaal Commando werd duidelijker geregeld op 3 oktober 1918. De leider van het Vrijwilligersleger werd de voorzitter van het Generaal Commando, dat zou functioneren als zijn adviesorgaan. 
Na de dood van generaal Aleksejev op 8 oktober 1918 werd generaal Anton Denikin de leider. De voorzitter van het Gouvernement was Abram Dragomirov van oktober 1918 tot september 1919 en Aleksandr Loekomski van september 1918 en december 1919. 
Het Generaal Commando werd door Denikin op 30 december 1919 afgeschaft en vervangen door het Governement van de Leidende Commandant van de  militaire strijdkrachten Zuid-Rusland en in maart 1920 door het Gouvernement Zuid-Rusland